# Polia lamuta
Polia lamuta is een vlinder uit de familie uilen (Noctuidae). De wetenschappelijke naam is voor het eerst geldig gepubliceerd in 1903 door Herz.
De soort komt voor in Europa.